# 迪斯佩克
迪斯佩克是德国巴伐利亚州的一个市镇。总面积20.99平方公里，总人口3676人，其中男性1841人，女性1835人（2011年12月31日），人口密度175人/平方公里。

## 友好城市
- 法國 埃穆捷